# 角频率

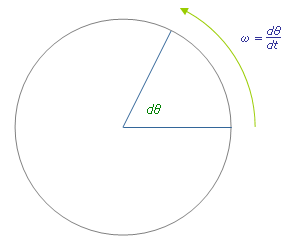
角频率是对物体旋转快慢的度量

物理学（特别是力学和电子工程）中，角频率ω有时也叫做角速率、角速度标量，是对旋转快慢的度量，它是角速度向量{\displaystyle {\vec {\omega }}}的模。角频率的国际单位是弧度每秒。由于弧度是无量纲的，所以角频率的量纲为{\displaystyle T^{-1}}。
因为旋转一周的弧度是{\displaystyle 2\pi }，所以
{\displaystyle \omega ={\frac {2\pi }{T}}=2\pi f={\frac {v}{r}}={\frac {ds}{dt}}\cdot {\frac {1}{r}}={\frac {d\theta }{dt}}}
其中
{\displaystyle \omega }是角频率（单位为弧度每秒）
{\displaystyle T}是周期（单位为秒）
{\displaystyle f}是频率（单位为赫兹）
{\displaystyle v}是绕轴旋转的线速度（单位为米每秒）
{\displaystyle r}是旋转的半径（单位为米）
角频率在数值上是频率的{\displaystyle 2\pi }倍。很多情况下，使用角频率而不是频率作为变量可以避免出现额外的{\displaystyle \pi }，从而简化公式。物理学中包含周期运动的领域通常都使用角频率作为记号，例如量子力学和电动力学。
例如：
{\displaystyle a=-\omega ^{2}x}
如果用频率作为变量，这一等式要写作：
{\displaystyle a=-4\pi ^{2}f^{2}x}

## 與角速度的关系
角頻率為角速度量值的大小，其單位為rad/sec。
而頻率的單位是1/sec。

## 例子

### 圆周运动
对于旋转或绕行的物体，和轴线的距离{\displaystyle r}、切向速度{\displaystyle v}和旋转的角频率之间存在关系。在一个周期{\displaystyle T}中，圆周运动的物体走过了距离{\displaystyle vT}，这个距离也等于物体走过的周长{\displaystyle 2\pi r}。连理这两个等式，联系周期和角频率之间的关系可以得到{\displaystyle \omega =v/r}。

### 弹簧振动
在弹簧上附加一个物体可以发生振动。如果弹簧是理想的且无重且没有阻尼的，则振动是简谐运动，且角频率是
{\displaystyle \omega ={\sqrt {\frac {k}{m}}}}，
其中
- {\displaystyle k}是弹簧的劲度系数
- {\displaystyle m}是物体的重量

{\displaystyle \omega }被称为自然频率（有时被记为{\displaystyle \omega _{0}}）。
物体振动时，其加速度为：
{\displaystyle a=\omega ^{2}x}
其中，为物体偏离平衡点的距离。
当频率以“次每秒”计量时，加速度方程为：
{\displaystyle a=-4\pi ^{2}f^{2}x}

### LC电路
串联LC电路的谐振角频率等于电容（以法拉为单位）和电路电感（以亨利为单位）之积的倒数的平方根：
{\displaystyle \omega ={\sqrt {\frac {1}{LC}}}}
串联电阻（例如电感含有电阻）并不改变串联LC电路的谐振频率。对于并联调谐电路，上述公式通常是一个有用的近似，但谐振频率会受到并联元件损耗的影响。